# Diversité spécifique
La diversité spécifique est un indicateur de biodiversité qui prend en compte à la fois la richesse spécifique et l'abondance relative des espèces (« equitability ») dans un assemblage donné. 

## Importance en écologie
La diversité spécifique est l'un des paramètres les plus importants de l'évaluation environnementale. Elle est notamment utilisée pour dresser un état des lieux, ou mesurer des tendances sur le court, moyen ou long terme.
Elle tend à augmenter en zone tropicale et à diminuer dans les milieux extrêmes (zones polaires, désertiques, haute montagne, zones salinisées, etc.)[réf. nécessaire]. De nombreux écotones ont une diversité spécifique importante, car associant les espèces des milieux riverains, et celles qui sont éventuellement propres à l'écotone. Elle joue un rôle essentiel dans l'exploitation des ressources naturelles par les espèces d'une communauté, et donc dans le fonctionnement et la résilience des écosystèmes sur les terres émergée, comme en mer.
Une étude récente (2021) a analysé et modélisé les interactions plantes-pollinisateurs. Elle a confirmé qu'un milieu où la flore est abondante et diversifiée (un point chaud de biodiversité par exemple) favorise la pollinisation d'espèces rares (généralement associées à un ou quelques pollinisateurs « spécialistes » en raison de traits fonctionnels floraux particuliers). La diversité spécifique d'un milieu favoriserait donc la persistance d'espèces rares. Les auteurs parlent de « facilitation asymétrique ». La diversité spécifique, via le jeu des pollinisateurs, pourrait aussi de manière plus générale favoriser la coexistence d'espèces dans diverses communautés végétales.

## État pression réponse
Comme la diversité génétique, elle est en forte régression dans les environnements anthropisés. Par exemple, la déforestation des régions tropicales et équatoriales humides est source de pertes importantes et irréversibles de diversité spécifique, notamment quand elle est suivie de cultures ou de plantations monospécifiques et clonales (ex. : palmier à huile pour la production d'huile de palme ou d'eucalyptus pour la production de cellulose).